# Zum goldenen Weinfaß

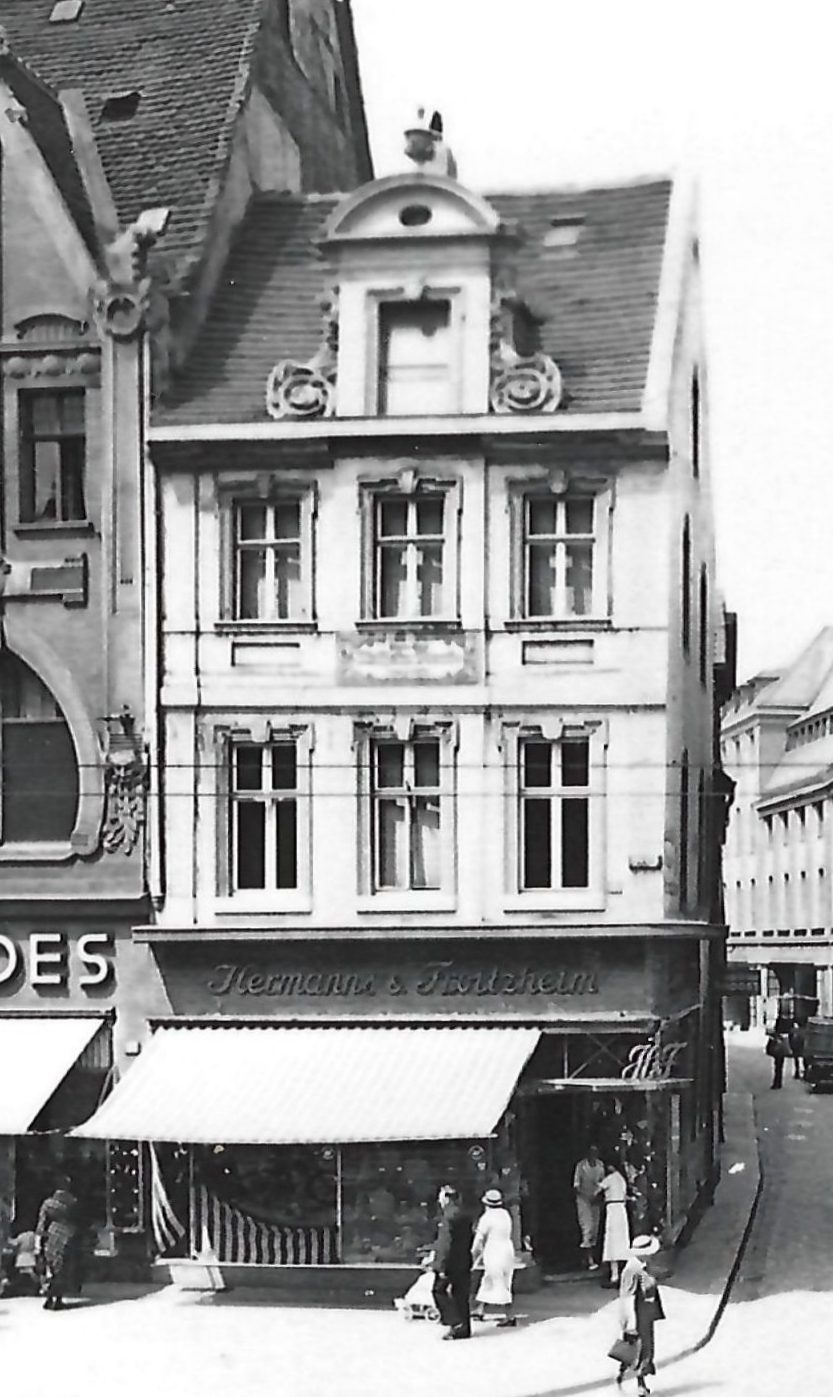
Zum goldenen Weinfaß, vor 1945

Das Haus Zum goldenen Weinfaß war ein historisches Gebäude in Magdeburg im heutigen Sachsen-Anhalt. Es wurde im Zweiten Weltkrieg zerstört und gilt als verlorengegangenes Baudenkmal.

## Lage
Das Gebäude befand sich in der Magdeburger Altstadt auf der Westseite des Breiten Wegs an der Adresse Breiter Weg 156. Unmittelbar nördlich des Hauses mündete die nach dem Gebäude benannte Weinfaßstraße auf den Breiten Weg. Heute befindet sich an dieser Stelle die Verkehrsfläche der Kreuzung von Ernst-Reuter-Allee und Breitem Weg, südlich des Blauen Bocks.

## Geschichte
Im Jahr 1631 wurde die Witwe von Stephan Drawitz als Eigentümerin geführt. Auf sie folgte ihr zuletzt 1653 erwähnter Schwiegersohn, der Gastwirt Hans Metzel, der nach der Zerstörung der Stadt Magdeburg im Jahr 1631 auf der Fläche ein kleines Holzhaus errichtet hatte. 1679 gehörte es dann dem Nadler Johann Schultze, der das Gebäude 1716 für 1310 Taler an Wilhelm Cametsch veräußerte. Von Cametsch erwarb es noch im gleichen Jahr der Bürgermeister der Pfälzer Kolonie, Heinrich Rummel. Das bis zum Zweiten Weltkrieg bestehende Haus wurde Anfang des 18. Jahrhunderts errichtet. 1786 erwarb der Buchhändler Johnn Adam Creutz das Haus für 2250 Taler. Er eröffnete hier am 11. Juni 1778 die bekannte Creuz´sche Verlagsbuchhandlung, die von seinen Kindern fortgeführt und ausgebaut wurde. Von 1849 bis 1853 absolvierte hier Wilhelm Raabe seine Ausbildung zum Buchhändler. Die Familie blieb bis 1945 Eigentümer, wobei das Unternehmen ab 1924 Creutzsche Verlagsbuchhandlung Max Kretzschmann hieß. 1866, 1888/1889, 1902 und 1930 erfolgten Umbauten. Beim Umbau von 1888/1889 war der Eingangsbereich des Ladengeschäfts verändert worden, 1902 erfolgten Änderungen im Erd- und ersten Obergeschoss und 1930 erneut im Erdgeschoss. 1922 erhielt auch dieses Haus im Zuge der Initiative des Stadtbaurates Bruno Taut bezüglich farbiger Fassadengestaltungen einen bunten Farbanstrich.

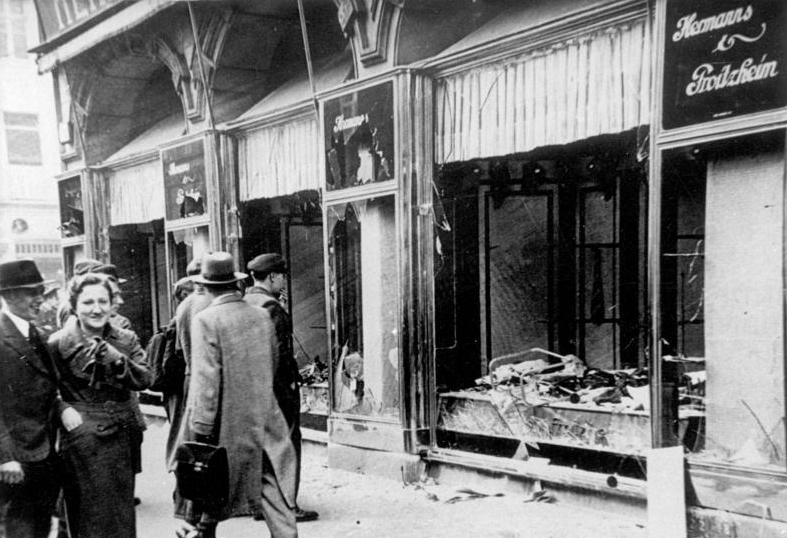
Nach der Reichspogromnacht 1938 zerstörtes Schaufenster von Hermanns & Froitzheim, Seite zur Weinfaßstraße

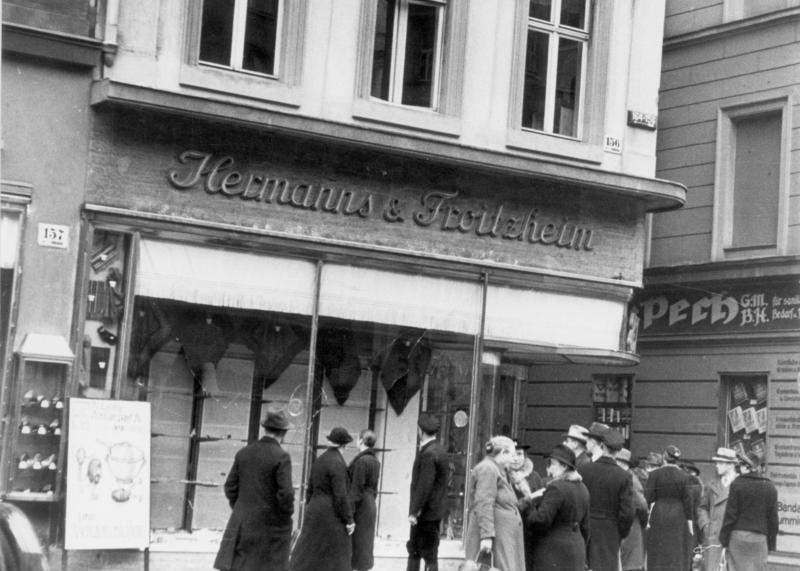
Zerstörtes Schaufenster am Breiten Weg

Im Haus befand sich das Herrenausstattungsgeschäft Hermanns & Froitzheim, dessen Inhaber jüdischer Herkunft waren. Der Laden wurde in der Reichspogromnacht 1938 verwüstet. Im Jahr 1944/1945 befand sich im Haus, wohl nach einer sogenannten Arisierung, das Modegeschäft des Herrenausstatters H. Reuther.

## Architektur
Das dreigeschossige, verputzte Gebäude verfügte nach Osten zum Breiten Weg über eine dreiachsig ausgeführte Fassade. Die mittlere Achse war als flacher Mittelrisalit ausgeführt und durchbrach auch das Hauptgesims. Bekrönt wurde die mittlere Achse von einem Zwerchhaus. Der Volutengiebel wurde beim Umbau 1860 oder 1866 geschaffen. Die Fensteröffnungen waren mit Ohrenrahmungen und Keilsteinen versehen. Der Eingang zum im Erdgeschoss bestehenden Ladengeschäft erfolgte seitlich von der Ecke her. Im 18. Jahrhundert bestand das Grundstück aus zwei Häusern. Diese ursprüngliche Trennung war noch in den 1930er Jahren an der Nordfassade zur Weinfaßstraße hin zu erkennen. 
Bis Ende des 18. Jahrhunderts befand sich der Hausstein, ein Weinfass, an der Fassade zur Weinfaßstraße. Vermutlich ging das Hauszeichen auf den Gastwirt Hans Metzel zurück, dem das Grundstück Mitte des 17. Jahrhunderts gehörte. Noch bis 1945 befand sich das Hauszeichen dann auf der Hofseite.